# Philadelphia (Lydien)
Philadelphia oder Philadelpheia (griechisch Φιλαδελφία oder Φιλαδελφεῖα) war eine antike Stadt in der Landschaft Lydien in Kleinasien (heute Türkei). Sie lag südlich des Kogamis am Fuß des Tmolos an der Verbindungsstraße zwischen Sardes und Kolossai. Der heutige Name ist Alaşehir („scheckig, bunte Stadt“).
Philadelphia wurde im 2. Jahrhundert v. Chr. von dem pergamenischen König Attalos II. Philadelphos gegründet. Der Name (Philadelphia = „Bruderliebe“) geht auf die enge Beziehung zwischen Attalos und seinem Bruder Eumenes II. zurück. Die Stadt wurde mehrmals von Erdbeben zerstört und lag zu Strabons Zeiten (63 v.–23 n. Chr.) fast ganz in Trümmern. Die Stadt wurde immer wieder aufgebaut.
Im 1. Jahrhundert n. Chr. sammelte sich hier eine urchristliche Gemeinde, von der in der Offenbarung des Johannes als Empfängerin eines der visionären „Sieben Sendschreiben“ die Rede ist (Offb 3,7–13 ). Darin wird ihr Beharrungsvermögen während der Christenverfolgung hervorgehoben. 
Als letzte byzantinische Stadt in Kleinasien konnte sich Philadelphia bis 1390 inmitten eines bereits seit mehreren Jahrzehnten türkisch-islamisch gewordenen Umfelds behaupten. Die Stadt war zwar bereits nacheinander den Beys von Germiyan und Aydın tributpflichtig geworden, konnte aber die Türken außerhalb der Stadt halten. Erst dem Osmanensultan Bayezid I. gelang es bei einer Kampagne in Westkleinasien zur Unterwerfung der dortigen Uc-Beys, Philadelphia zu erobern. Dabei musste ihm der byzantinische Kaiser Manuel II. Heeresfolge leisten. Endgültig fiel die Stadt nach den Wirren, die nach dem Einfall des Mongolenkhans Timur Leng (Tamerlan) und der Schlacht bei Ankara 1402 folgten, unter Murad II. an die Osmanen. Unter osmanischer Herrschaft erhielt die Stadt ihren gegenwärtigen Namen und eine moslemische Bevölkerungsmehrheit. Doch während Timur die anderen christlichen Gemeinden Kleinasiens vernichtete, wurde die in Philadelphia nach Ludwig Albrecht wie durch ein Wunder errettet. Eine christliche Gemeinde ist bis wenigstens zum Anfang des 20. Jahrhunderts belegt.
An Philadelphia erinnert in Athen der Stadtteil Neu-Philadelphia (griechisch Νέα Φιλαδέλφεια), der nach dem Bevölkerungsaustausch zwischen Griechenland und der Türkei von ehemaligen Bewohnern Alaşehirs im Norden Athens gegründet wurde.